# Kotlina Tałaska
Kotlina Tałaska, Dolina Tałaska (kirg.: Талас өрөөнү, Tałas öröönü; ros.: Таласская долина, Tałasskaja dolina) – kotlina śródgórska w północnym Kirgistanie, w Tienszanie Północnym, w środkowym biegu rzeki Tałas, między Górami Kirgiskimi na północy a Ałatau Tałaskim na południu. Leży na wysokości 600–2000 m n.p.m. Rozciąga się na długości ok. 250 km. Dno i zbocza kotliny zbudowane są z łupków, piaskowców i wapieni z intruzjami granitu. Przeważa krajobraz półpustynny i stepowy. Największym miastem w kotlinie jest Tałas.